# Vaquero

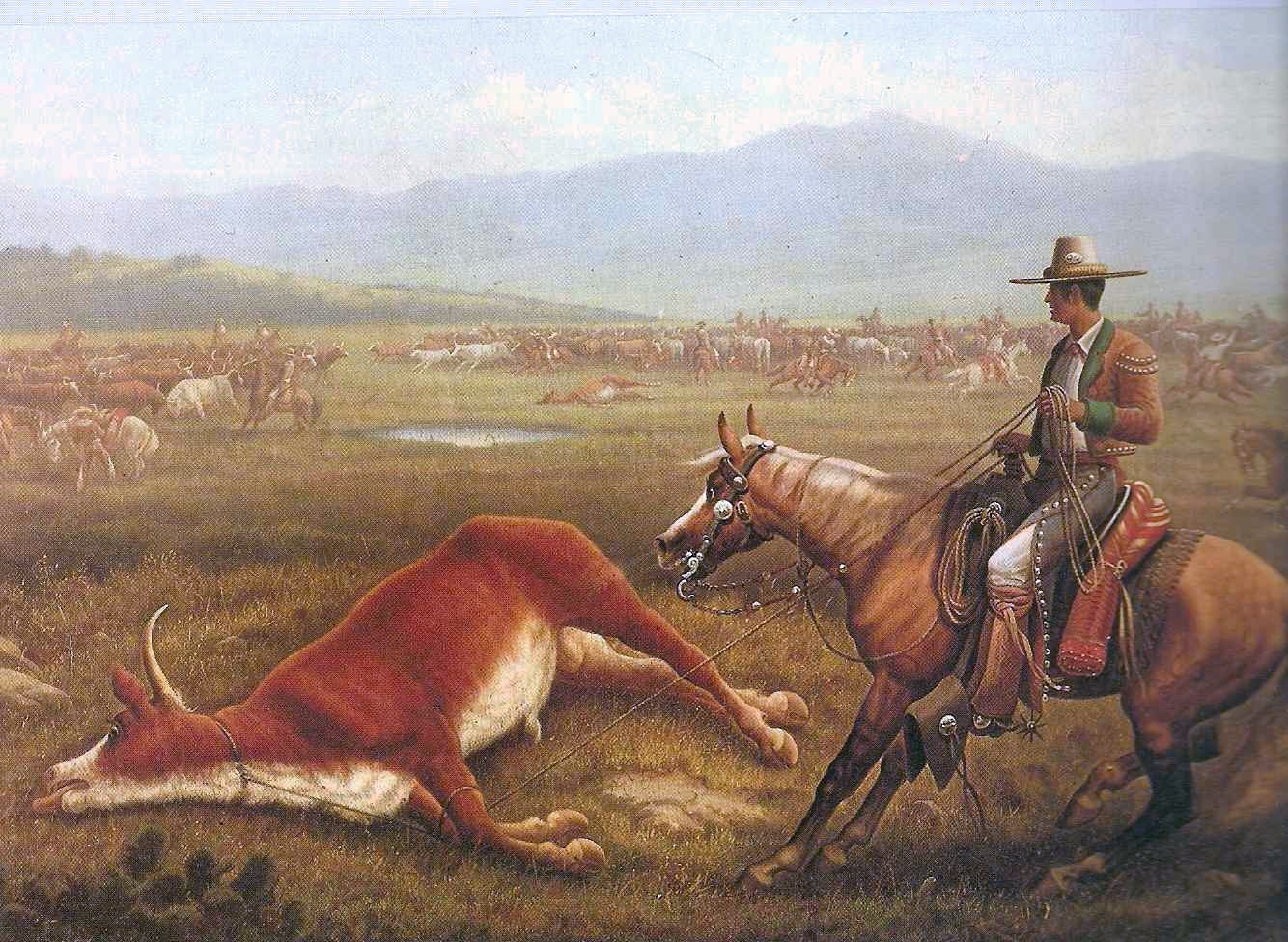
Vaquero (1830)

A vaquero elnevezés a spanyol vaca, vagyis tehén szóból származik. A vaquerok eredetileg a mai Mexikó területén éltek. Fő feladatuk az volt, hogy jószágot tereljenek föl Texason keresztül egészen Kaliforniáig. Felszerelésüket ezüstveret és míves bőrmunka díszítette. A vaquero díszes karimájú kalapja és selyemkendője védelmet nyújtott a nap heve, valamint a por ellen. Az általa használt riatának pedig messzeföldön nem volt párja. A riata cserzetlen marhabőrcsíkokból font lasszó.